# Vicenta Pubill i Font
Vicenta Pubill i Font (Olesa de Montserrat, Baix Llobregat, 21 d'abril de 1954) és una exfutbolista catalana, considerada com una de les pioneres del futbol femení a Catalunya.
Provinent d'una família esportista, es presentà a la convocatòria per jugar amb el primer equip femení de la història del Futbol Club Barcelona. Migcampista, competí amb el club blaugrana –sota el nom de Penya Femenina Barcelona– durant dotze temporades (1971-1983), amb el parèntesi de la temporada 1980-81 on jugà amb el Piacenza AC de la Lliga italiana. Entre altres tornejos, disputà el primer Campionat de Catalunya femení oficiós (1971), anomenat Copa Pernod per motius de patrocini, on hi anotà dinou gols. El 1983 abandonà el club blaugrana per discrepàncies amb altres jugadores i fundà, juntament amb els seus germans, la Penya Barcelonista Barcilona. Exercí el rol de presidenta-jugadora i aconseguí un subcampionat d'Espanya (1985). Per altra banda, el PB Barcilona fou un dels clubs fundadors de la nova Lliga espanyola de futbol, organitzada per la Reial Federació Espanyola de Futbol, i guanya el títol en la seva primera edició (1988-89). La temporada 1989-90 jugà amb el FC Aurora de Sant Petersburg, abans de retirar-se esportivament. Formà part de la selecció espanyola no oficial amb la qual competí en quatre ocasions el 1972 i també competí amb la selecció catalana.